# Lasioglossum arenicola
Lasioglossum arenicola är en biart som först beskrevs av Heinrich Friese 1916.  Lasioglossum arenicola ingår i släktet smalbin, och familjen vägbin. Inga underarter finns listade i Catalogue of Life.